# Thomas Langmann
Thomas Langmann (Paris, 24 de maio de 1971) é um ator, produtor, diretor e roteirista francês. Ele produziu notavelmente o filme O Artista, o qual venceu o Oscar 2012 na categoria de Melhor Filme.

## Vida pregressa

### Família
Thomas Langmann nasceu em 24 de maio de 1971 em Paris, e é filho do produtor e diretor Claude Berri, um judeu asquenazi, e Anne-Marie Rassam, de origem libanesa. Ele é sobrinho dos produtores Jean-Pierre Rassam e Paul Rassam. Seu irmão Julien Langmann, falecido em 2002, era ator com o nome de palco Julien Rassam; e ele tem um meio-irmão, Darius, doutor em filosofia.

### Carreira de ator
Depois de estudar na École des Roches, Thomas Langmann fez sua primeira aparição como ator no filme Je vous aime, dirigido por seu pai. Ele então seguiu a carreira de ator, ganhando acesso direto a papéis principais. Aos 17 anos, estrelou o filme Les Années sandwiches, que lhe rendeu uma indicação ao César de melhor ator revelação. Em Bille en tête, ele interpreta um adolescente que tenta seduzir uma mulher casada, interpretada por Kristin Scott Thomas. Em 1991, estrelou nos papéis principais dos filmes Nuit et Jour, de Chantal Akerman, e Paris s'éveille, dirigido por Olivier Assayas. Este último papel lhe rendeu uma segunda indicação ao César de melhor ator revelação.

Durante a década de 1990, Thomas Langmann reduziu sua presença diante das câmeras, depois trocou a profissão de ator pela de produtor. Primeiro colaborador de seu pai, ele começou por conta própria criando sua própria produtora aos 24 anos, La Petite Reine (em referência à Renn Productions, a empresa de seu pai).